# 格奧爾格·奧古斯特 (拿騷-伊德施泰因)
格奧爾格·奧古斯特（德語：Georg August von Nassau-Idstein，1665年2月26日—1721年10月21日），拿騷-伊德施泰因伯爵，1688年起晉升為親王。

## 家庭
1688年，格奧爾格·奧古斯特與厄廷根-厄廷根伯爵阿爾布雷希特·恩斯特一世的女兒亨麗埃特·多蘿西亞結婚，兩人共有五個女兒：
1. 克莉絲汀·路易絲（1691年—1723年），與格奧爾格·阿爾布雷希特結婚
2. 亨麗埃特·夏洛特（1693年—1734年）
3. 阿爾貝汀·朱麗安妮（1698年—1722年），與威廉·海因里希結婚
4. 奧古斯塔·弗蕾德里克（德语：Auguste Friederike Wilhelmine von Nassau-Idstein）（1699年—1750年），與卡爾·奧古斯特結婚
5. 約翰妮特·威廉明妮（1700年—1756年），與西蒙·海因里希·阿道夫結婚